# 말레이시아의 인권
말레이시아의 인권 문제는 몇 차례의 인권침해 혐의 등으로 논란이 많다. 인권단체들과 외국 정부들이 말레이시아 정부와 말레이시아 왕실경찰을 비판하곤 한다. 말레이시아 국가보안법 및 1969년 긴급법령(공공질서 및 범죄예방을 목적으로 함) 등의 예방구금법들은 별다른 재판 또는 고발 없이 구금을 가능케 하며, SUARAM 등과 같은 인권단체들이 영향을 미치곤 한다.

## 순위
2013년 세계 언론 자유 지수에서 국경없는 기자회에 의해 180개국 중 147위를 기록했다. 국제 보고서에는 말레이시아의 자유에 대해 "부분적 자유"로 기록되었다.